# Estación 7 de Agosto
7 de Agosto es una estación del Sistema Integrado de Transporte MIO, de la ciudad colombiana de Cali.

## Ubicación
Se encuentra ubicada en el oriente de la ciudad, en la carrera 15 con calle 71A, cercano de la biblioteca León de Greiff (Cll 72B) y el puente de los Mil Días por la calle 70. La estación tiene dos vagones de transferencia y una sola vía de acceso peatonal semaforizado por la calle 71A.

## Historia
Desde el inicio del sistema de transporte MIO en el año 2008, la estación tomó el papel de terminal, ya que atendía las rutas que llegaban del sur, norte y oriente, especialmente las que atendían el Distrito de Aguablanca, pero debido a la demanda de pasajeros y rutas la estación no daba abasto para poder acceder y hacer transferencias entre rutas de una manera ágil y cómoda. 
El día 27 de mayo del año 2011 se colocó en funcionamiento la Terminal Andrés Sanín (anteriormente llamada terminal Puerto Mallarino). Esta medida se tomó para descongestionar sustancialmente la estación 7 de Agosto y de igual forma, reducir los tiempos de transbordo.

## Servicios de la estación

### Rutas troncales
| Ruta | Estación Origen                    | Estación Destino             | Sentido (N/S) |
| ---- | ---------------------------------- | ---------------------------- | ------------- |
| T40  | Terminal Andrés Sanín Cl 73 Cra 19 | Centro                       | Ambos         |
| T47B | Terminal Andrés Sanín Cl 73 Cra 19 | Unidad Deportiva Cl 5 Cra 52 | Ambos         |
| T52  | Terminal Aguablanca Cra 28D Cl 96  | Terminal Menga Av 3N Cl 70N  | Ambos         |

### Rutas pretroncales
| Ruta | Origen                             | Trayecto                                                                            | Destino                            |
| ---- | ---------------------------------- | ----------------------------------------------------------------------------------- | ---------------------------------- |
| P40B | Terminal Andrés Sanín Cl 73 Cra 19 | 7 de Agosto - Cl 70 - Cra 2 - Sena - Cra 5 - Cra 8                                  | Centro                             |
| P47B | Terminal Andrés Sanín Cl 73 Cra 19 | 7 de Agosto - Av. Simón Bolívar - Terminal Calipso - Cra 32 - Cl 27 - Cra 39 - Cl 5 | Unidad Deportiva Cl 5 Cra 52       |
| P74  | Unidad Deportiva Cl 5 Cra 52       | Cr 56 - Autopista Suroriental - 7 de Agosto                                         | Terminal Andrés Sanín Cl 73 Cra 19 |

### Rutas circulares
| Ruta | Origen                             | Trayecto                                                                                 | Destino                            |
| ---- | ---------------------------------- | ---------------------------------------------------------------------------------------- | ---------------------------------- |
| C417 | Terminal Andrés Sanín Cl 73 Cra 19 | Tv 103 - Cra 27 - Av Ciudad de Cali - Cra 99 - Universidades - Unidad Deportiva - Cra 15 | Terminal Andrés Sanín Cl 73 Cra 19 |
| C471 | Terminal Andrés Sanín Cl 73 Cra 19 | Cra 15 - Unidad Deportiva - Universidades - Cra 99 - Av Ciudad de Cali - Cra 27 - Tv 103 | Terminal Andrés Sanín Cl 73 Cra 19 |

- Datos: Q106097977